# デミトリアス・ブロンソン
デミトリアス・ブロンソン（Demitrius Bronson、1990年3月6日 - ）は、アメリカ合衆国の元アメリカンフットボール選手であり、プロレスラー。ワシントン州ケント出身。
兄のジョン・ブロンソンも元アメリカンフットボール選手で、弟のジョサイア・ブロンソンもアメリカンフットボール選手である。

## 来歴

### 学生時代
学生時代よりアメリカンフットボールで活動。ワシントン州コビントンに所在するケントウッド高校在学時、3年間で通算3810ヤードを記録。シアトル・タイムズよりレッドチップ・プロスペクトに認定される。
2009年、ワシントン州シアトルに所在するワシントン大学に進学。フレッシュマンながら7試合に出場。89ヤードを記録。
2010年には活動を休止。2011年よりワシントン州チーニーに所在するイースタン・ワシントン大学に移籍。
2012年、12試合に出場。472ヤード、11タッチダウンを記録。

### NFL
2014年6月16日、NFLに加盟するシアトル・シーホークスと契約を交わし入団。8月25日に解雇されるが、同月27日には再契約を交わす。11月12日、プラクティス・スクワッドとして契約を更改。プレシーズンでは4試合に出場。76ヤードを記録。
2015年5月18日、故障を患っていた事によりシーホークスから解雇となる。8月10日、マイアミ・ドルフィンズとプラクティス・スクワッドとして契約を交わし入団。9月1日、ドルフィンズから解雇となった。

### WWE
2016年10月25日、メジャープロレス団体であるWWEとディベロップメント契約を交わし入団。育成施設であるWWEパフォーマンスセンターにてトレーニングを開始。
2017年3月、WWEの傘下団体であるNXTに昇格。同月3日、NXT Liveにてミスター・ブロンソン（Mr. Bronson）のリングネームでホーホー・ルンと組んでオーサーズ・オブ・ペイン（アカム & レーザー）を相手にデビュー戦を行うが敗戦した。
2018年3月10日、WWEから解雇される。